# Panagiotis Mantis
Panagiotis Mantis (30 de setembro de 1981) é um velejador grego, medalhista olímpico.

## Carreira

### Rio 2016
Panagiotis Mantis representou seu país nos Jogos Olímpicos de Verão de 2016, na qual conquistou medalha de bronze na classe 470, ao lado de Pavlos Kagialis. 